# 이마

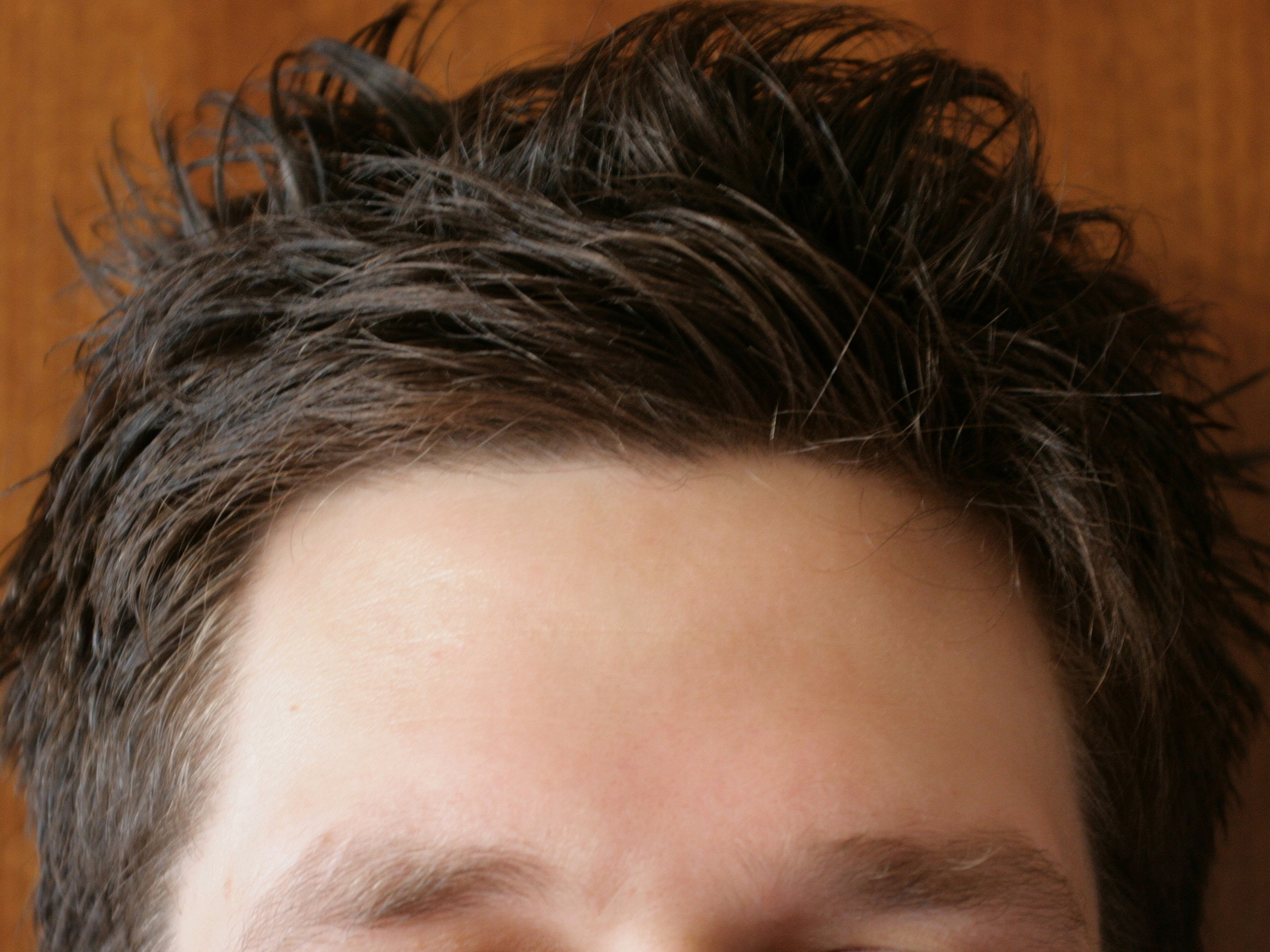
이마

인체 해부학에서 이마는 사람의 눈 위의 머리뼈 부분을 뜻한다. 한국의 국어사전에서는 "얼굴의 눈썹 위로부터 머리털이 난 아래까지의 부분"으로 정의하고 있다. 비슷한 말로는 마빡(마팍), 이마빡 등이 있으며 반대말은 '뒤통수'이다.

## 문화적 관점
- 일부 문화에서 큰 이마를 가진 사람은 높은 수준의 지능을 갖고 있다는 유명한 편견이 있다. 특유한 스타일의 앞머리는 이마의 일부를 가린다.
- 대한민국에서는 다음과 같은 표현을 사용한다.
  - 이마를 맞대다.: 함께 모여 의논하다.
  - 이마에 피도 안 마르다.: 아직 어리다.

## 같이 보기
- 편두 (풍습)